# Neostauropus pratti
Neostauropus pratti är en fjärilsart som beskrevs av Bethune-Baker 1904. Neostauropus pratti ingår i släktet Neostauropus och familjen tandspinnare. Inga underarter finns listade i Catalogue of Life.